# Megan Gunning
Megan Gunning (* 13. Juli 1992 in Atlanta, Georgia, Vereinigte Staaten) ist eine ehemalige kanadische Freestyle-Skierin. Sie war weitgehend auf die Freeski-Disziplin Halfpipe spezialisiert und gewann bei den Weltmeisterschaften 2009 die Silbermedaille. Im Weltcup gelang ihr ein Podestplatz.

## Biografie
Megan Gunning wuchs in Ontario auf, ehe sie 2004 mit ihrer Familie nach Calgary übersiedelte. Mit Erfahrung im Eiskunstlauf schloss sie sich den Rocky Mountain Freeriders und schließlich den im Canada Olympic Park trainierenden Freeskierz an, denen auch ihr Bruder angehörte. 2005 gewann sie einen Halfpipe-Contest auf Provinzebene an und startete damit ihre Laufbahn im Leistungssport.
Anfang Januar 2008 gab „Gunnie“ mit einem Sieg im heimischen Olympic Park ihr Nor-Am-Debüt. Im selben Winter gelangen ihr in Park City und Winter Park zwei weitere Tagessiege. Am 11. Januar 2009 belegte sie in Les Contamines bei ihrem Einstand im Freestyle-Skiing-Weltcup Rang sieben. Drei Wochen später schaffte sie als Zweite in Park City ihren ersten und einzigen Weltcup-Podestplatz, in der Disziplinenwertung erreichte sie mit Platz drei ein Karrierehoch. Bei den Weltmeisterschaften in Inawashiro gewann sie hinter Virginie Faivre die Silbermedaille, ehe sie sich am Saisonende zum zweiten Mal hintereinander zur kanadischen Halfpipe-Meisterin kürte. Für diese Leistungen wurde sie vom kanadischen Freestyle-Verband als Newcomer des Jahres ausgezeichnet. 2010 stand sie erstmals bei den X-Games in Aspen am Start und holte in der Superpipe hinter Jen Hudak eine weitere Silbermedaille. Zudem konnte sie in Sun Valley zwei weitere Nor-Am-Siege feiern. Bei den Juniorenweltmeisterschaften in Snow Park verpasste sie als Vierte im Slopestyle nur knapp die Medaillenränge.
Während ihrer Laufbahn führte Gunning als erste Skifahrerin die Tricks Switch Alley Oop 900, Back-to-Back Cork 900 und Alley Oop Cork 720 wettkampfmäßig in der Halfpipe vor. Nach der Aufnahme in die Nationalmannschaft machten ihr mehrere Kreuzbandrisse zu schaffen. Dennoch konnte sie weiterhin Erfolge verbuchen, etwa einen Sieg beim World Ski Invitational in Whistler 2012 und eine X-Games-Bronzemedaille 2013. Nachdem sie sich mit soliden Weltcup-Ergebnissen für die Olympischen Spiele von Sotschi qualifiziert hatte, verhinderte eine erneute Knieverletzung die Teilnahme. Im März 2015 gab sie im Nor-Am Cup noch einmal ein Comeback in ihrer Heimatstadt, bestritt danach aber keine Wettkämpfe mehr.
Nach dem Karriereende arbeitet Gunning als Trainerin für die Calgary Freeriderz. Daneben studiert sie Physical Literacy an der Mount Royal University.

## Erfolge

### Weltmeisterschaften
- Inawashiro 2009: 2. Halfpipe

### Weltcup
- 7 Platzierungen unter den besten zehn, davon 1 Podestplatz

### Weltcupwertungen
| Saison  | Gesamt | Gesamt | Halfpipe | Halfpipe |
| Saison  | Platz  | Punkte | Platz    | Punkte   |
| ------- | ------ | ------ | -------- | -------- |
| 2007/08 | –      | –      | 7.       | 36       |
| 2008/09 | 38.    | 23     | 3.       | 116      |
| 2010/11 | –      | –      | 18.      | 13       |
| 2011/12 | 93.    | 7      | 12.      | 35       |
| 2012/13 | 83.    | 15     | 17.      | 77       |
| 2013/14 | 59.    | 20     | 11.      | 101      |

### Nor-Am Cup
- Saison 2010: 3. Halfpipe-Wertung
- 5 Siege:

| Datum            | Ort         | Land   | Disziplin |
| ---------------- | ----------- | ------ | --------- |
| 4. Januar 2008   | Calgary     | Kanada | Halfpipe  |
| 11. Januar 2008  | Park City   | USA    | Halfpipe  |
| 21. Februar 2008 | Winter Park | USA    | Halfpipe  |
| 8. Januar 2010   | Sun Valley  | USA    | Halfpipe  |
| 9. Januar 2010   | Sun Valley  | USA    | Halfpipe  |

### Juniorenweltmeisterschaften
- Snow Park 2010: 4. Slopestyle

### X-Games
- Aspen 2010: 2. Superpipe
- Tignes 2012: 5. Superpipe
- Aspen 2013: 3. Superpipe

### Weitere Erfolge
- 2 kanadische Meistertitel (Halfpipe 2008 und 2009)[4]
- Sieg bei den NZ Freeski Open 2010 in der Halfpipe
- Sieg beim World Ski Invitational 2012